# Lucas Olaza
Olaza  Catrofe est un nom espagnol. Le premier nom de famille, en général paternel, est Olaza ; le second, en général maternel, souvent omis, est Catrofe.
Lucas Olaza est un footballeur uruguayen né le 21 juillet 1994 à Montevideo. Il évolue actuellement au poste d'arrière gauche au FK Krasnodar.

## Biographie

### Carrière en club

#### River Plate
Le 19 février 2012, il fait ses débuts en première division uruguayenne, Olaza débute pour River contre Nacional, et le match se termine sur le score de 3-2 en faveur des Tricolores. Mais après ce match, il n'a plus eu de continuité ; il est sur le banc pendant tout le tournoi de clôture et n'est pas entré.
L'année suivante, il marque l'équipe en participant aux 15 matchs du tournoi de clôture, marquant son premier but le 24 février contre Juventud et l'équipe s'impose 4-0.
Après son retour de la Coupe du monde des moins de 20 ans, Lucas progresse en améliorant sa concentration sur les coups francs. Il a terminé meilleur buteur de son équipe avec six buts lors du tournoi d'ouverture et deuxième. Il a attiré l'attention des équipes européennes, mais a passé un accord verbal pour 3 millions d'euros avec l'Atlético de Madrid pour jouer en juin 2014. Finalement, le transfert n'a pas été finalisé et il part au Brésil.

#### Atlético Paranaense
Le 7 janvier 2014, il est prêté au club brésilien, dans le but de se faire un nom en Brasileirão et en Copa Libertadores. Il n'a pas eu beaucoup de continuité, puisqu'il est sur le banc trois fois dans la compétition internationale et n'a pas participé. Chez lui, il joue six matches de Série A, mais a été remplaçant 23 fois. Il joue également dans le Campeonato Paranaense, jouant trois matchs en 2014 et un en 2015. Il participe également à la Coupe du Brésil en 2015, en jouant un match contre Remo où le match se termine sur le score de 1-1.
Après un an et demi au Brésil, Lucas revient en Uruguay en juillet 2015, mais n'a pas rejoint l'effectif du River Plate lors de la pré-saison.

#### Celta de Vigo B
Il est de nouveau prêté, cette fois à l'équipe filiale du Celta de Vigo, étant sa première expérience en Europe. Lors de la saison 2015-2016, il joue 24 matchs en Segunda División B, dont 13 en tant que titulaire. Il reçoit 3 cartons jaunes et un carton rouge.

#### Danubio FC
Le 2 juillet 2016, il rejoint Danubio. Il joue 20 matchs sur 2 saisons (en 2016 et 2017), et était l'un des joueurs les plus remarquables de l'équipe à la fin de la saison.

#### CA Tallares
Le 27 juillet 2017, Olaza a conclu un accord de trois ans avec le CA Talleres, le club ayant acheté 70% de ses droits fédératifs.

#### Boca Juniors
Le 1er août de l'année suivante, il rejoint le Boca Juniors. Il a presque immédiatement gagné sa place grâce à de bonnes performances et aide son équipe à atteindre la finale de la Copa Libertadores 2018 en prenant par a toutes les rencontres.

#### Celta de Vigo
Le 31 janvier 2019, Olaza retourne au Celta, où il est maintenant affecté à l'équipe principale après avoir accepté un prêt de six mois. Il fait ses débuts avec le Celta le 30 mars 2019, à l'occasion d'une victoire 3-2 contre Villarreal, où il délivre une passe décisive sur le deuxième but. À partir de ce moment, il reste dans le onze de départ, aidant finalement l'équipe à échapper à la relégation lors de la dernière journée.
Au vu de ses bonnes performances, son prêt est prolongé d'une année supplémentaire le 2 juillet 2020.

#### Real Valladolid
Le 1er février 2021, le club argentin, après avoir rompu le prêt avec le Celta de Vigo, le prête au Real Valladolid jusqu'à la fin de la saison.

### Carrière en sélection
Olaza fait ses débuts avec l'équipe d'Uruguay des moins de 20 ans sous la direction de Juan Verzeri, le 8 juin 2012, lors d'une victoire 2-0 contre les États-Unis. Il participe ensuite à la Coupe du monde des moins de 20 ans 2013 organisée en Turquie. Il y devient vice-champion du monde avec l'Uruguay. Olaza ne dispute que la finale perdue aux tirs au but contre la France, en remplaçant Gianni Rodríguez à la 100e minute du match. Il est le seul tireur uruguayen à réussir son tir au but.

## Statistiques

### En sélection nationale
| Saison                | Sélection             | Phases finales        | Phases finales | Phases finales | Phases finales | Éliminatoires CDM | Éliminatoires CDM | Éliminatoires CDM | Matchs amicaux | Matchs amicaux | Matchs amicaux | Total | Total | Total |
| Saison                | Sélection             | Compétition           | M              | B              | Pd             | M                 | B                 | Pd                | M              | B              | Pd             | M     | B     | Pd    |
| --------------------- | --------------------- | --------------------- | -------------- | -------------- | -------------- | ----------------- | ----------------- | ----------------- | -------------- | -------------- | -------------- | ----- | ----- | ----- |
| 2022-2023             | Uruguay               | Coupe du monde 2022   | -              | -              | -              | -                 | -                 | -                 | 1              | 0              | 0              | 1     | 0     | 0     |
| 2023-2024             | Uruguay               | Copa América 2024     | 2              | 0              | 0              | 0                 | 0                 | 0                 | 1              | 0              | 0              | 3     | 0     | 0     |
| 2024-2025             | Uruguay               | -                     | -              | -              | -              | 1                 | 0                 | 0                 | -              | -              | -              | 1     | 0     | 0     |
| Total sur la carrière | Total sur la carrière | Total sur la carrière | 2              | 0              | 0              | 1                 | 0                 | 0                 | 2              | 0              | 0              | 5     | 0     | 0     |

## Palmarès

### En sélection
- Uruguay -20 ans
  - Coupe du monde des moins de 20 ans
    - Finaliste : 2013